# Gasville-Oisème
Gasville-Oisème – miejscowość i gmina we Francji, w Regionie Centralnym, w departamencie Eure-et-Loir.
Według danych na rok 1990 gminę zamieszkiwały 1022 osoby, a gęstość zaludnienia wynosiła 112 osób/km² (wśród 1842 gmin Regionu Centralnego Gasville-Oisème plasuje się na 387. miejscu pod względem liczby ludności, natomiast pod względem powierzchni na miejscu 1197.).